# Paraethria mapiria
Paraethria mapiria là một loài bướm đêm thuộc phân họ Arctiinae, họ Erebidae.